# Samastipur
Samastipur – miasto w Indiach, w stanie Bihar. W 2011 roku liczyło 73 216 mieszkańców.